# Кумбаконам
Кумбако́нам (там. கும்பகோணம்) — місто й муніципалітет в окрузі Танджавур у південноіндійському штаті Тамілнаду. Є адміністративним центром однойменного техсілу.

## Історія
Перша згадка про місто належить до періоду Трівені-Санґам. Від VII до IX століття місто було столицею імперії Чола. За часів британського колоніального панування, місто було великим центром європейської освіти й індуїстської культури, здобувши відомість як «Кембридж Південної Індії».

## Географія
Кумбаконам розташований за 40 км від міста Танджавур та за 273 км від Ченнаї. На північ від міста протікає річка Кавері, а на південь — річка Арасалар.

## Демографія
Відповідно до перепису населення 2001 року чисельність населення міста становила 140 021 осіб. Більшість жителів Кумбаконама сповідують індуїзм, але також є мусульмани та християни.

## Пам'ятки
Кумбаконам є популярним місцем індуїстського паломництва, там розташовано кілька важливих вайшнавістських храмів.

## Відомі уродженці
- Монокомпу Самбасіву Свамінатан (нар. 1925) — 10-й президент Пагвоського руху учених за мир.